# Karl Ludwig Kannegiesser
Karl Friedrich Kannegiesser (Wendemark, 9 giugno 1781 – Berlino, 14 settembre 1861) è stato un poeta e traduttore tedesco, conosciuto per aver riportato in auge Dante Alighieri in Germania, insieme a Adolf Friedrich Karl Streckfuss, e per averne tradotto il capolavoro.

## Biografia
Studente di teologia e filosofia a Halle, fu poi docente a Berlino e direttore dal 1822 nel Reformiertes Gymnasium a Breslavia. Fu poi insegnante privato a Berlino. Poeta e drammaturgo (Adrast, 1810; Amor und Hymen, 1818) e novelliere (Gedichte,1824 e 1827) legato al romanticismo, il nome di Kannegiesser è soprattutto legato all'attività di traduttore e divulgatore del romanticismo inglese, della lirica provenzale (di cui un'antologia uscì nel 1852) e delle opere della letteratura italiana. 
In quest'ultimo campo Kannegiesser si distinse per la traduzione della Francesca da Rimini di Silvio Pellico (1834) e dei Canti di Giacomo Leopardi (1837), ma fu soprattutto la traduzione della Divina Commedia dantesca il suo principale capolavoro: iniziò nel 1809 con l'Inferno e terminò nel 1821 con il Paradiso. L'edizione di Kannegiesser, che precedette di qualche anno quella di Streckfuss, fu poi ristampata nel 1825, nel 1832 e nel 1843. Entrato in contatto con il più importante dantista tedesco del XIX secolo, Johann Heinrich Friedrich Karl Witte (1800-1883), con lui e altri studiosi pubblicò le poesie di Dante (1827).